# Maeve Dermody
Maeve Dermody (Sydney, 2 novembre 1985) è un'attrice australiana.

## Biografia
Maeve Dermody è figlia di Susan Murphy Dermody, teorica del cinema, storica e regista, e di uno psicologo. La sua famiglia ha incoraggiato il suo interesse nella letteratura e nell'arte fin da giovane età. Sua madre le ha dato il suo primo ruolo all'età di cinque anni, nel suo film Breathing Under Water (1993). Dermody ha frequentato la Mosman High School a Sydney. Durante le superiori ha preso parte alle lezioni di recitazione, così come all'Australian Theatre for Young People, e ha frequentato diversi corsi presso il National Institute of Dramatic Art di Sydney.

### Carriera
Durante la scuola superiore Dermody ha ottenuto un ruolo in un episodio della serie televisiva australiana All Saints e in alcuni cortometraggi. Il suo primo ruolo di rilievo è stato nel film thriller Black Water del 2007, che le ha valso varie candidature al premio come miglior attrice non protagonista nei festival cinematografici australiani, tra cui agli AFI Awards. In seguito Dermody ha recitato nel film Beautiful Kate del 2009. La sua interpretazione le ha valso una seconda candidatura agli AFI Awards come miglior attrice non protagonista.
Nel 2010 Dermody ha recitato come co-protagonista nel film Griff the Invisible, mentre nel 2012 ha fatto parte del cast principale della serie Bikie Wars: Brothers in Arms. Nel 2013 ha recitato nella serie televisiva Serangoon Road, nel ruolo di Claire Simpson. Nel 2015 ha interpretato Vera Claythorne nella miniserie televisiva Dieci piccoli indiani (And Then There Were None) trasmessa da BBC One, adattamento del romanzo Dieci piccoli indiani di Agatha Christie.
L'anno successivo ha fatto parte del cast principale della serie televisiva Marcella, trasmessa da ITV.
Oltre al cinema e alla televisione, Dermody ha recitato in varie produzioni teatrali australiane, tra cui Killer Joe, Measure for Measure, Our Town e The Seagull, prendendo parte alle principali compagnie teatrali di Sydney.

## Vita privata
Dermody ha avuto per tre anni una relazione con l'attore Sam Worthington, durata fino al 2008.

## Filmografia

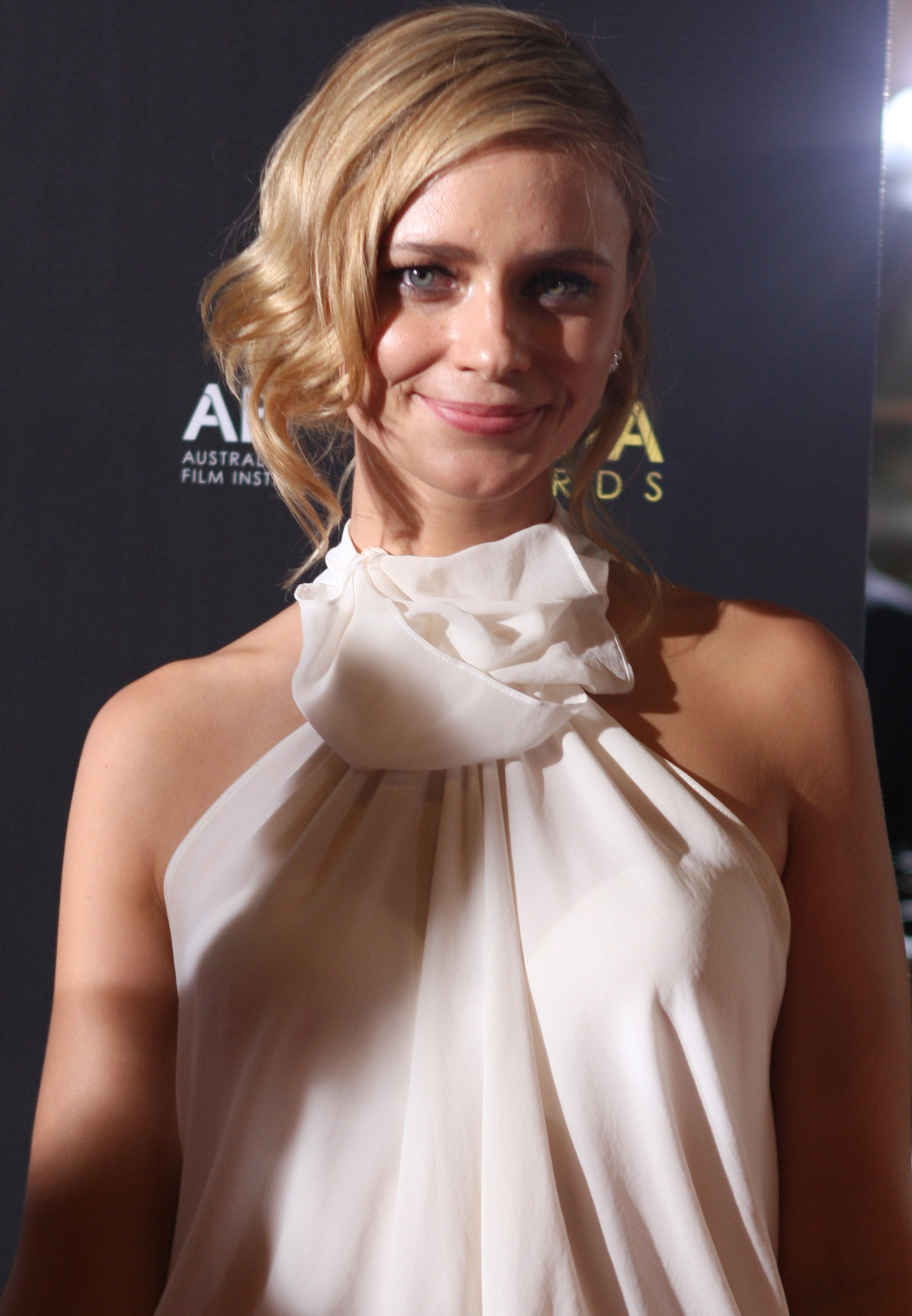
Dermody agli AACTA Awards nel gennaio del 2012.

### Cinema
- Breathing Under Water, regia di Susan Murphy Dermody (1992)
- Black Water, regia di David Nerlich e Andrew Traucki (2007)
- Beautiful Kate, regia di Rachel Ward (2009)
- Griff the Invisible, regia di Leon Ford (2010)
- The Fear of Darkness, regia di Christopher Fitchett (2015)
- Pawno, regia di Paul Ireland (2015)
- The Space Between, regia di Ruth Borgobello (2016)
- 2:22 - Il destino è già scritto (2:22), regia di Paul Currie (2017)
- Love Type D, regia di Sasha Collington (2019)
- Il giardino segreto (The Secret Garden), regia di Marc Munden (2020)
- Hilma, regia di Lasse Hallström (2022)

### Televisione
- White Collar Blue – serie TV, episodio 2x02 (2003)
- All Saints – serie TV, 1 episodio (2006)
- Monarch Cove – serie TV, 1 episodio (2006)
- The Chaser's War on Everything – serie TV, 2 episodi (2007-2009)
- My Place – serie TV, 1 episodio (2009)
- Paper Giants: The Birth of Cleo, regia di Daina Reid – miniserie TV (2011)
- Miss Fisher - Delitti e misteri (Miss Fisher's Murder Mysteries) – serie TV, 1 episodio (2012)
- Bikie Wars: Brothers in Arms – serie TV, 6 episodi (2012)
- Rake – serie TV, 2 episodi (2012)
- Dangerous Remedy, regia di Ken Cameron – film TV (2012)
- Power Games: The Packer-Murdoch Story, regia di Geoff Bennett e David Caesar – miniserie TV (2013)
- Serangoon Road – serie TV, 10 episodi (2013)
- Dieci piccoli indiani (And Then There Were None), regia di Craig Viveiros – miniserie TV, 3 puntate (2015)
- Marcella – serie TV, 3 episodi (2016)
- Ripper Street – serie TV, 1 episodio (2016)
- The Frankenstein Chronicles – serie TV, 6 episodi (2017)
- SS-GB – miniserie TV, 5 episodi (2017)
- Carnival Row – serie TV, 6 episodi (2019)
- Gold Digger, regia di Vanessa Caswill e David Evans – miniserie TV, 2 puntate (2019)
- The Beast Must Die - serie TV, 7 puntate (2021)
- Agatha Christie - Perché non l'hanno chiesto a Evans? (Why Didn't They Ask Evans?), regia di Hugh Laurie – miniserie TV, 3 puntate (2022)
- A Thousand Blows – serie TV, episodi 1x03-1x04-1x05 (2025)

## Doppiatrici italiane
Nelle versioni in italiano delle opere in cui ha recitato, Maeve Dermody è stata doppiata da:
- Gaia Bolognesi in Dieci piccoli indiani, Carnival Row
- Valentina Favazza in The Frankenstein Chronicles, Agatha Christie - Perché non l'hanno chiesto a Evans?
- Francesca Manicone in Marcella
- Mariagrazia Cerullo ne Il giardino segreto
- Alessandra Bellini in A Thousand Blows

## Riconoscimenti
- AFI Awards
  - 2008 – Candidatura a miglior attrice non protagonista, per Black Water
  - 2009 – Candidatura a miglior attrice non protagonista, per Beautiful Kate
- Film Critics Circle of Australia Awards
  - 2009 – Candidatura a miglior attrice non protagonista, per Black Water
  - 2010 – Candidatura a miglior attrice non protagonista, per Beautiful Kate